# MUSIC TREE
MUSIC TREE（ミュージック・トゥリー）は「株式会社USEN（代表：宇野康秀）」と森を守り育てるエコ活動を行っている「more trees（代表：坂本龍一）」とのコラボレーションによって誕生したチャリティープロジェクト。MUSIC TREEは「more music! more trees!」を合言葉としてサービスを展開。

## 概要
- アーティストは、自作のオリジナル楽曲をMUSIC TREEを通じて販売することが可能。楽曲が1曲売れるとアーティスト印税が受け取れるとともにmore treesをはじめとしたエコ活動団体に10円が寄付される。逆に、リスナーはMUSIC TREEで配信されている楽曲を1曲ダウンロード購入するたびに、more treesをはじめとしたエコ活動団体に10円を寄付できることとなる。

- 毎月、各スポンサーよりダウンロード数、楽曲のクオリティーにより様々な賞が授与される。

- 坂本龍一、つんく♂、川嶋あい、サエキけんぞうなど、多くのアーティストがMUSIC TREEに向けて応援のコメントを贈っている。

- 配信方式はmp3採用し256kbpsで配信。1曲105円（税込）で販売。

- アーティスト、楽曲、今月のダウンロード順位、新着順など様々な検索が可能。また、特徴として活動地域での検索も可能。

- 岡本真夜・タケカワユキヒデなどのメジャーアーティストなどもこの企画に賛同し楽曲の配信を行っている。

## 沿革
- 2008年
  - 7月-サイトオープン　アーティストの募集を開始。
  - 10月-チャリティー楽曲のダウンロード開始。
  - 11月-全国のサークルKサンクスで電子マネー（NET CASH）MUSIC TREE CASHの販売開始。

- 2009年
  - 1月-MUSIC TREEブログを開設。
  - 4月-楽曲ダウンロード数が5,000曲を突破。
  - 5月-岡本真夜のMUSIC TREE応援ソング「君が笑顔でありますように」完成。
  - 6月-環境省主催のイベント『エコライフ・フェア2009』でMUSIC TREE STAGEを開催。
  - 7月-楽曲ダウンロード数が10,000曲を突破。
  - 12月-more treesに121,954円を寄付。

- 2010年
  - 3月-Twitter機能を導入
  - 6月-環境省主催のイベント『エコライフ・フェア2010』でMUSIC TREE STAGEを開催。

- 2011年
  - 3月-サービス終了

## アーティスト登録条件
- 音楽を心から愛している。
- 日本国内在住。
- 個人である。アーティストがグループの場合でも登録（契約）は代表者が個人名義で行う必要がある。
- 身分証明書のコピーを送付する必要がある。
- 未成年者の場合は身分証明書送付の際、保護者の同意（印鑑押印）が必要。
- 登録者名と同じ口座名義の銀行口座を持っている必要がある。

## 楽曲条件登録条件
- 全権利者から承諾を得ている楽曲である必要がある。
- オリジナル楽曲のみ登録することができる。
- オリジナル曲であれば管理楽曲も登録することが可能。
- カバー楽曲は登録不可。
- 楽曲はmp3形式でアップロードまたはCDでMUSIC TREE事務局に郵送する必要がある。
- また郵送の際は必ずCD盤面にアーティスト名と曲名の明記が必要。
- 楽曲データはMP3形式で1曲15MB以内のファイルをアップロード。
- 配信時すべての楽曲は256kbpsにエンコード。